# اییاما، ناگانو
اییاما در استان ناگانو در کشور ژاپن  واقع شده‌است  که دارای جمعیت ۲۴٬۱۵۵ نفر و مساحت ۲۰۲٫۳۲ کیلومتر مربع با تراکم جمعیت ۱۱۹  نفر در کیلومترمربع است و در تاریخ ۱ اوت ۱۹۵۴ به عنوان شهر شناخته شد.